# Diploderma qilin
Diploderma qilin — вид ігуаноподібних ящірок родини агамових (Agamidae). Ендемік Китаю. Описаний у 2020 році.

## Поширення і екологія
Diploderma qilin мешкають у верхів'ях річки Цзіньша, в повітах Дечен і Шангрі-Ла у Дечен-Тибетській автономній префектурі на північному заході провінції Юньнань. Вони живуть в долинах, порослих мішаними лісами, на висоті до 3300 м над рівнем моря. Ведуть переважно наземний спосіб життя, шукають їжу на землі, гріються серед каміння, вночі сплять на гілках кущів Rumex hastatulus.